# Wohn- und Wirtschaftsgebäude Landwehr 37
Das Wohn- und Wirtschaftsgebäude Landwehr 37 in Ganderkesee-Hoyerswege, zwei Kilometer südwestlich vom Ortsteil. Es wurde am Ende des 19. Jahrhunderts gebaut.
Das Gebäude steht unter Denkmalschutz (siehe auch Liste der Baudenkmale in Ganderkesee).

## Beschreibung
Das Gebäude von 1892 ist ein Zweiständerhallenhaus mit pfannengedecktem Krüppelwalmdach unter Verwendung von Materialien des abgebrannten reetgedeckten Fachwerk-Vorgängerbaus von 1647. Die Außenmauern wurden nun in Backstein ausgeführt und im Wirtschaftsgiebel befindet sich eine hohe Grote Door mit Korbbogen.
Das Niedersächsische Landesamt für Denkmalpflege befand: „… geschichtliche Bedeutung … aufgrund der Wiederverwendung von Teilen des Vorgängerbaus aus der Mitte des 17. Jhs. ….“